# Chloé Aurard
Chloé Aurard (née le 15 mars 1999 à Villard-de-Lans) est une joueuse française de hockey sur glace évoluant au sein des Sirens de New York en LPHF et de l'équipe de France. Elle est la première Française sélectionnée pour jouer en LPHF.

## Carrière
Chloé Aurard naît et grandit à Villard-de-Lans. Son frère Éric, sa sœur jumelle Anaïs et ses parents pratiquent tous le hockey. Elle fait d'abord de la danse sur glace.
Elle joue à Gap pendant un certain temps.
À quatorze ans, elle joue pour la première fois en équipe de France. En 2014, à la fin de la saison, elle est remarquée et recrutée par une équipe du Vermont lors d'une compétition de l'équipe de France ; sa sœur jumelle et elle intègrent toutes les deux l'équipe et déménagent aux États-Unis.
Elle va ensuite à l'Université du Nord-Est à Boston et intègre les Huskies de Northeastern en 2018.
Elle représente la France lors du championnat du monde féminin 2019 de l'IIHF,,.
Elle est finaliste du Championnat NCAA féminin de hockey sur glace en 2021 avec les Huskies de Northeastern.
Elle est championne du monde de division 1A avec l’équipe de France à Angers en avril 2022. Cette médaille d'or signifie une montée en catégorie élite pour l'équipe de France féminine de hockey sur glace. La saison suivante, l'équipe de France est reléguée en division 1A,.
En mai 2023, elle fait partie de l'équipe Pride de Boston qui signe chez la Fédération première de hockey, qui fusionne quelques mois plus tard avec l'association des joueuses professionnelles de hockey ; la fin de cette ligue en juillet 2023 entraîne l'annulation de son contrat.
Le 18 septembre 2023, Chloé Aurard est sélectionnée en 21e position du repêchage d'entrée dans la Ligue professionnelle de hockey féminin par l'équipe de New York. Sa sœur vit à New York et elle à Stamford, vivant chez la famille de Madison Packer (en) et avec sa coéquipière Emma Woods. Elle est la première Française sélectionnée pour jouer dans cette ligue et la troisième Européenne draftée cette année-là après la Suissesse Alina Müller et la Tchèque Dominika Laskova. Les membres de son équipe entraînent des équipes lycéennes.
En 2025, elle joue à nouveau aux championnats du monde division 1A avec l'équipe de France.
Après deux saisons au sein des Sirens, en 2025, elle signe un contrat d'un an avec le Fleet de Boston. En deux saisons, elle a disputé 48 matches et marqué 12 points et son équipe ne s'est jamais qualifiée pour les séries éliminatoires ; l'équipe de Boston, quant à elle, a fait la finale de la saison 2023-2024 mais raté les séries éliminatoires la saison suivante. Chloé Aurard se dit ravie de son retour à Boston, où elle a longtemps évolué. À la même époque, sa présence au sein de l'équipe de France pour le tournoi de hockey sur glace aux Jeux olympiques de 2026 est pressentie.